# Hjalmars spelhåla
Hjalmars spelhåla. Revy av Peter Flack, som framfördes på Parkteatern i Örebro 1993-1995.
Hjalmars Spelhåla är Peter Flacks hittills största publiksuccé. Totalt spelades revyn 220 gånger inför 130.000 besökare.

## Medverkande
- Peter Flack
- Gunilla Åkesson
- "Mamsells": Tina Ahlin, Lotta Ahlin, Cecilia Öhrwall
- Marie Kühler
- Bengt Stenberg
- Viveka Gustavsson
- Anette Granberg
- Maud Johansson
- Kjell-Erik Edström
- Roine Söderlund
- Jonas Månsson
- Niklas Wargert

## Musiker
- Stephan Berg
- Peter Alsterlund
- Åke Jennstig
- Kjell Neander

## Akt 1
1. Ouvertyr (orkestern)
2. Showtime ("Mamsells", Marie, Bengt och baletten)
3. De' é kanon (Gunilla, Peter och baletten)
4. Mamseller ("Mamsells")
5. Café Norrköping (Peter, Bengt och Marie)
6. Kumlas Dolly Parton (Gunilla och "Mamsells")
7. Hands up (baletten)
8. Katten och kanariefågeln (Gunilla och Peter)
9. Bada i millioner ("Mamsells" och baletten)
10. Blöjhumor (Gunilla, Marie och Bengt)
11. Svenska pigan (Cecilia)
12. Fångarna i Viby (Alla)

## Akt 2
1. Vibyering big band (Alla)
2. Vokalisten (Peter, Marie, Tina och Cecilia)
3. Ta mej som jag är (Gunilla, Kjell-Erik, Bengt, Jonas och Niklas)
4. Inget vatten (Peter och Bengt)
5. Brudarna ("Mamsells")
6. Hat och söndring (Marie, Peter, Gunilla, Bengt och Lotta)
7. Minnenas vind ("Mamsells" och baletten)
8. Lotto-Hjalmar (Peter och Bengt)
9. Hjalmars spelhåla (Alla)
10. Final (Alla)